# Castelul Saumur

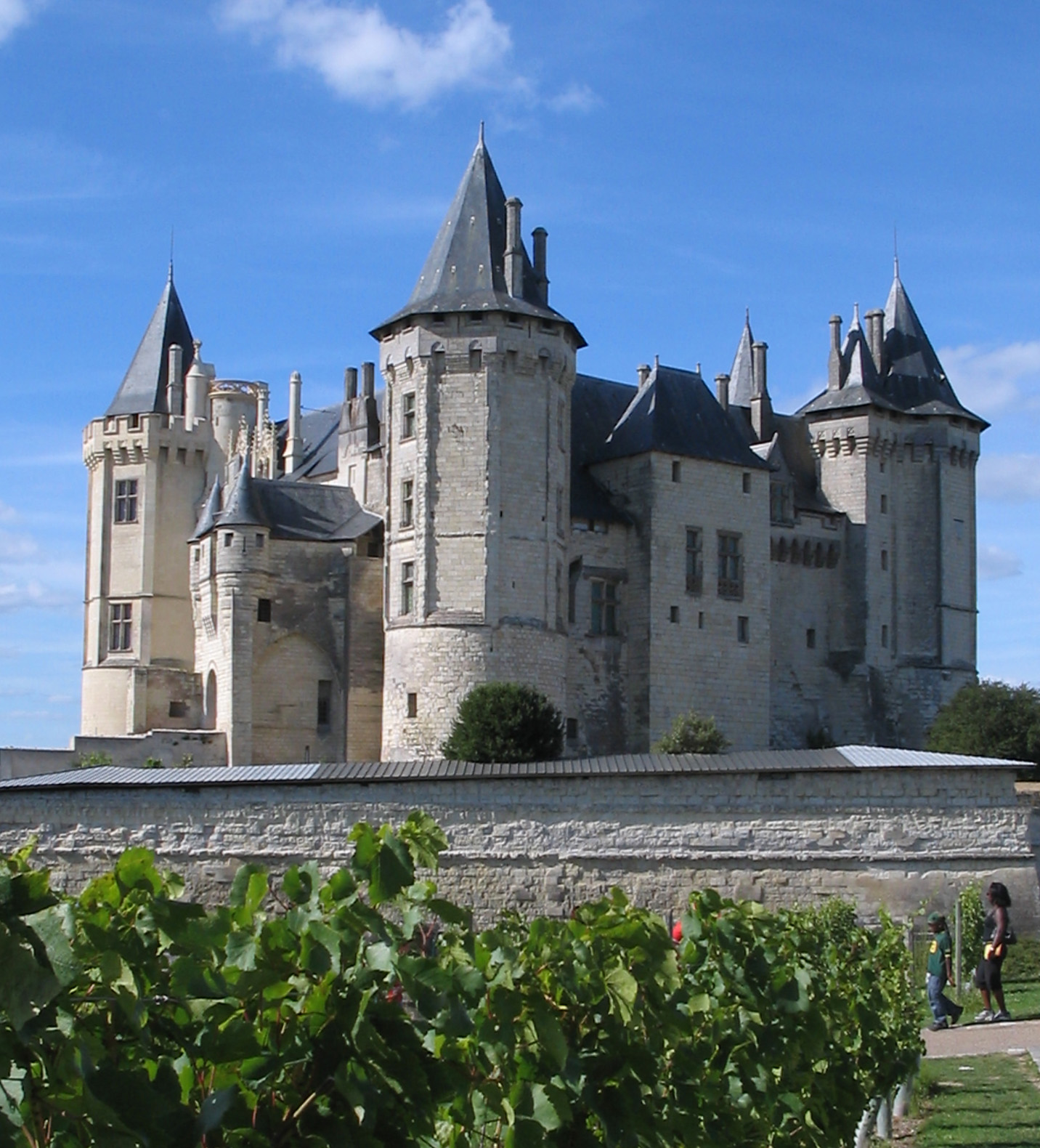
Castelul Saumur

Castelul Saumur (în franceză Château de Saumur) situat pe Valea Loarei, în departamentul Maine-et-Loire, orașul cu același nume Saumur, se găsește la confluența Loarei cu afluentul său Thouet, la granițele estice ale regiunii Anjou și în apropierea graniței vestice cu Touraine. De asemenea este situat și pe niște rute istorice foarte cunoscute: Ruta Istorică din Valea Regilor, a Federației Naționale de Rute Istorice, pe Ruta Regelui René, pe Ruta Plantageneților și în Parcul Natural Regional Loire-Anjou-Touraine.
Egal distanțată (67km) de Tours și Angers, vechea cetate, după ce a fost teatrul unor înverșunate dispute între Casele Anjou și Blois, a devenit domeniu al coroanei Franței sub Philippe-Auguste (secolul al XII-lea). Astăzi castelul Saumur aparține statului francez, fiind înscris pe lista Monumentelor Istorice din anul 1964.

## Istoric
Castelul Saumur a cunoscut primele fortificații sub Thibaud le Tricheur, conte de Blois, în secolul al X-lea. Începand cu anul 966 apar și primii seniori de Saumur, Gelduin tată și fiu, care vor edifica o casă fortificată, sitută pe locul actualului donjon. În 1026 devine proprietatea contelui de Anjou, celebrul Foulques Nerra care îl va lăsa moștenire celor din familia Plantagenet. Philippe-Auguste, rege al Franței din casa Capețienilor îl va anexa coroanei.
În 1227 Ludovic al IX-lea, va mări fortul devenit între timp francez, apoi începând cu 1367, Ludovic I, duce de Anjou, fiul cel mic al lui Filip al VI-lea de Valois, va înlocui vechile turnuri rotunde cu cele octogonale (aceste două etape sunt vizibile și astăzi, baza turnurile octogonale fiind rotunde). Regele René de Anjou, scriitor, om cultivat și constructor de fortărețe (Tarascon) va îmbunătăți confortul ansamblului și va construi: turela pătrată de pe turnul nord-estic, va remodela capela, va redistribui apartamentele regale, va decora marea sală de către elevii lui Jan Van Eyck.
În secolul al XVI-lea, inginerul militar de origine italiană, Bartolomeo va consolida apărarea castelului, la ordinul guvernatorului orașului Saumur, Philippe Duplessis-Mornay. Va construi în jurul castelului medieval defensive joase, bastioane și curtine, urmând un plan în forma de stea. Mareșalul, Urbain de Maillé-Brézé, guvernator al orașului Saumur din 1626 până în 1650, va restabili capela și va realiza bastioanele din unghiurile nord-estic și sud-estic.
Mai puțin glorios, castelul a devenit închisoare în timpul regelui Ludovic al XIV-lea și Napoleon I al Franței, iar apoi cazemată.

## Prezentarea castelului
Așezată pe un platou ce domină orașul și împrejurimile, reședința ducală mai păstrează și astăzi unele vestigii ale începuturilor sale: o deschizătură circulară în centrul curții interioare servea ca gură de ventilație pentru un străvechi tanc de apă utilizat în caz de incendiu. Micuța clădire și ingeniosul dispozitiv de scoatere a apei, anexate puțului de 60 m adâncime, pot fi înca admirate în aripa de sud-vest a castelului. Un masiv turn de observație domină celelalte clădiri, amintind că odată castelul înfrunta numeroase și grele bătălii.
Aspectul exterior sobru și impunător, zidurile crenelate, turnurile poligonale, contraforturile masive și, nu în ultimul rând, poziția sa dominatoare ne spun multe despre menirea mai puțin reconfortantă a castelului. Impresiile lăsate de aspectul extern, sunt răsturnate odată cu accesul în spațiile interioare. O scară monumentală ne conduce spre încăperile regale, acum transformate în Muzeul Artelor Decorative. Muzeul cuprinde Dormitoarele Regelui și ale Reginei, Capela, Coridorul Regelei Rene I, Camera Podoabelor și Camera de zi a Reginei.
Comorile din colecția Muzeului de Arte au o imensa valoare culturală și istorică, sunt uimitor de variate și nemaipomenit de frumoase. Mari tapițerii de Arras și Tournai, de Gobelins, Aubusson și Bruxelles ilustrează scene romantice sau cavalerești, imagini de vânătoare și de evenimente istorice, momente biblice și peisaje idilice. Pânze rare din secolul al XVII-lea, aparținând școlii lui Rubens, lui Clouet sau picturi pe lemn din școala olandeză sunt remarcabil completate de magnifice obiecte din ceramica de Nevers și Rouen. Delicate piese de porțelan francez (Limoges, Sèvres, Orléans, Paris, Chantilly, Vincennes, Saint-Cloud), cu puternice influențe orientale, stau alături de bijuterii din aur măiestrit confecționate la Paris și Saumur.
Basoreliefuri, statuete din lemn, piatră sau alabastru, furnituri Ludovic al XV-lea cu desene rococo și Ludovic al XVI-lea se constituie într-o amețitoare sarabandă de minuni artistice.
Două aripi ale castelului din Saumur sunt destinate Muzeului Calului. Aici, ofițerii ducilor de Anjou și-au amenajat un adevărat cartier general, transformat în zilele noastre într-un interesant muzeu de arme de cavalerie, harnașamente, obiecte destinate îngrijirii și apărării cailor.
Castelul a fost imortalizat în manuscrisul Très Riches Heures du duc de Berry, corespunzând lunii septembrie, când se culeg strugurii, la poalele castelului. Este un exemplu clasic al unui calendar medieval, incluzând momente liturgice ale zilei, psalmi, rugăciuni și marcări ale zilelor de sărbătoare. Lucrarea a fost realizată în perioada 1412 – 1416, desenele fiind doar un fragment al manuscrisului, cel mai frumos, dar și cel mai renumit. Este considerat unul dintre capodoperele culturii franceze, care în acel moment trecea de la rigorile medievale spre expresivitatea Renașterii.
Très Riches Heures du Duc de Berry au fost pictate de către frații Limbourg: Paul, Hermann și Jean. Flamanzi de origine, venind din Nijmegen, sunt considerați ca importanți exponenți ai culturii și artei germanice din secolul al XV-lea, fiind puternic influențați de aceasta. Din acest motiv istoricii contemporani ai artei îi includ în rândul artiștilor germani, în ciuda originii lor neerlandeze. Nu se cunosc multe elemente legate de viața lor, dar se bănuiește că s-au născut între 1370 și 1380. Proveneau dintr-o familie de artiști, tatăl era sculptor în lemn, iar unchiul lor, artist la curtea ducilor de Burgundia. În 1402, frații își urmează unchiul și devin și ei artiști la curtea ducelui de Burgundia. În 1408 devin artiștii oficiali ai ducelui Jean de Berry. La acel moment, ducele de Berry era unul dintre cei mai cunoscuți iubitori ai artelor. De asemenea, unul dintre cei mai bogați nobili ai Regatului Franței. Frații mor înainte de anul 1416. Se presupune că au fost victimele unei epidemii.
Frații Limbourg au folosit o varietate de culori minerale sau culori care proveneau din plante sau elemente chimice. De aceea, lucrarea este renumită și astăzi pentru culorile unice pe care le oferă, cum sunt vert de flambe (verdele obținut din amestecarea de flori pisate amestecate cu o serie de elemente chimice) sau azur d’outreme.Se presupune că au folosit pensule foarte fine și lentile.Detaliile fine pe care desenele le oferă este caracteristica generală a operei fraților Limbourg.Există evident și intervenții ulterioare asupra lucrării, realizate de către Jean Colombe, artist francez din secolul al XVI-lea. Cea mai importantă este cea surprinsă asupra lunii Noiembrie.

## Legături externe
- fr  Franța pitorească
- fr  Momentul regelui Arthur